# Петропавловка (Запорожский район)
Петропавловка (укр. Петропавлівка) — село,
Веселовский сельский совет,
Запорожский район,
Запорожская область,
Украина.
Код КОАТУУ — 2322181305. Население по переписи 2001 года составляло 79 человек.

## Географическое положение
Село Петропавловка находится в 1-м км от левого берега реки Томаковка,
выше по течению на расстоянии в 2,5 км расположено село Петрополь,
ниже по течению на расстоянии в 1,5 км расположено село Лукашёво
на противоположном берегу — село Весёлое.
По селу протекает пересыхающий ручей с запрудой.
Рядом проходит автомобильная дорога Н-08.

## История
- 1928 год — дата основания.